# Liuntica

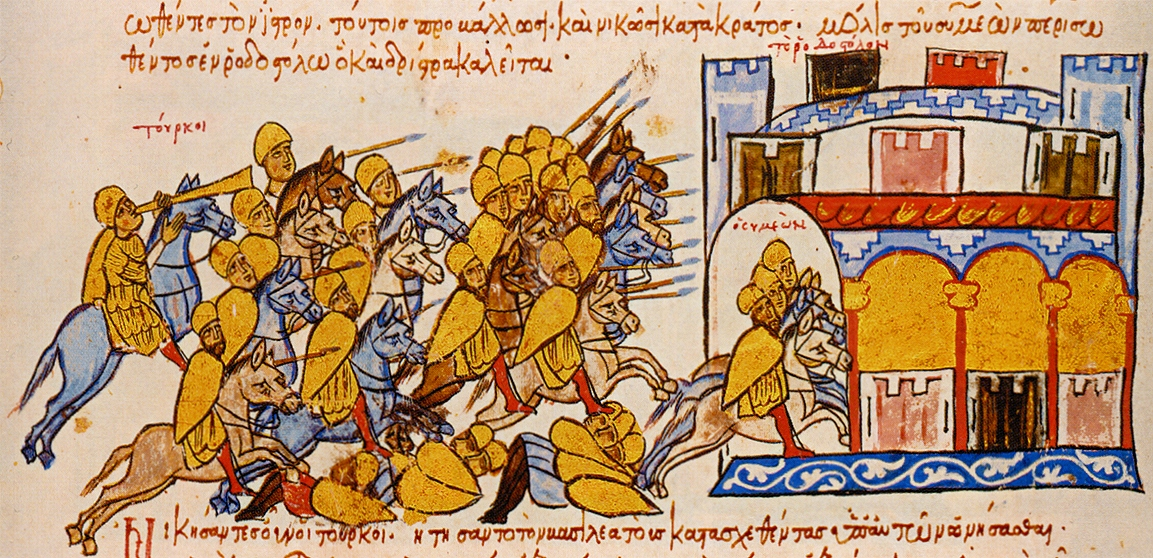
Magiares perseguem Simeão para DorostoloIluminura no Escilitzes de Madri

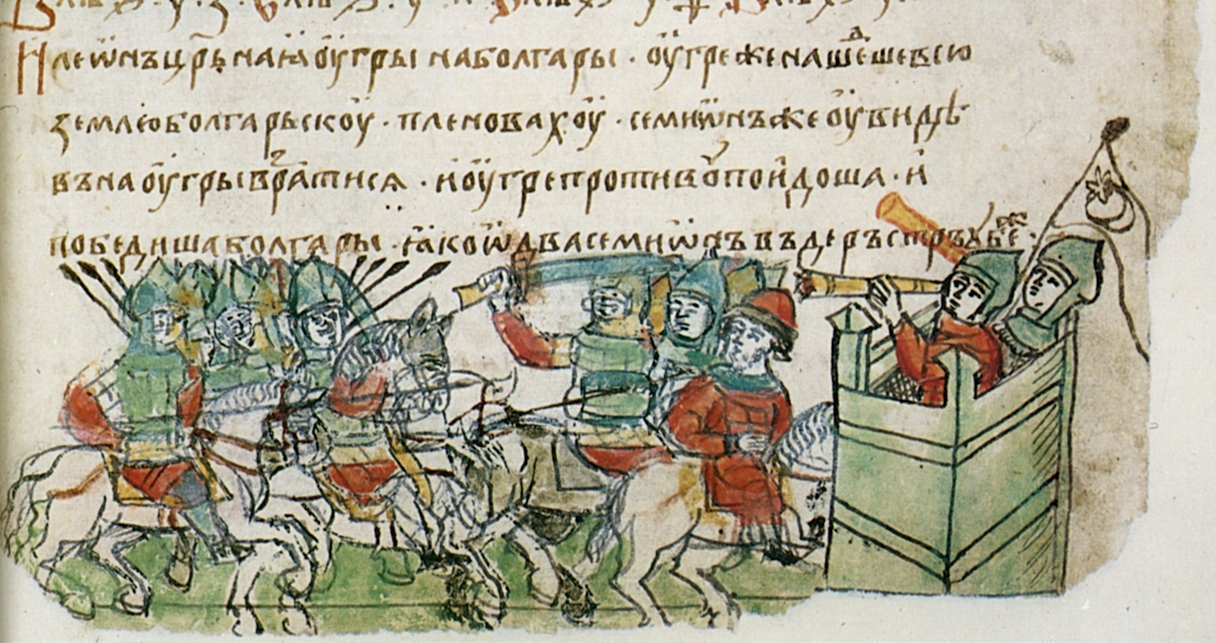
Magiares perseguem Simeão ao forte de Drastar. Iluminura da Crônica de Radzivill

Liuntica (em grego medieval: Λιούντικα; romaniz.: Lioúntika; em húngaro: Liüntika) ou Levente foi um chefe tribal húngaro, o filho mais velho do grão-príncipe Arpades. Como um líder militar, participou na conquista húngara da planície da Panônia (Honfoglalás). A julgar o fato de não ter sido mencionado na lista de descendentes de Arpades, alguns autores modernos pensam que pode não ter existido, e que na verdade deve ser identificado com um dos outros filhos de Arpades.

## Vida
Liuntica era filho de Arpades, provavelmente de um suposto primeiro casamento, e (meio-)irmão mais velho de Tarcatzus, Jeleco, Jutotzas e Zaltas. Aparece em 894, após a derrota bizantina contra as forças do cã Simeão I (r. 893–927) na Macedônia, quando foi convencido por negociações diplomáticas, a invadir a Bulgária. Os magiares derrotaram Simeão, que foi perseguida à sua capital Preslava e então refugiu-se na fortaleza de Mundraga. Com essa derrota, Simeão solicitou negociações de paz com o Império Bizantino, e após alcançar seu objetivo diplomático, fez uma aliança com os pechenegues para conduzir um ataque conjunto contra os magiares ao norte do Danúbio. O ataque foi tão intenso que os magiares foram obrigados a abandonar suas terras e se assentar na Panônia.